# Tudom, mit tettél tavaly nyáron (film, 2025)
A Tudom, mit tettél tavaly nyáron (eredeti cím: I Know What You Did Last Summer) 2025-ben bemutatott amerikai slasherfilm, amelyet Sam Lansky és Jennifer Kaytin Robinson forgatókönyvéből Robinson rendezett. A Még mindig tudom, mit tettél tavaly nyáron (1998) című film folytatása, valamint a Tudom, mit tettél tavaly nyáron-filmsorozat negyedik része. A főbb szerepekben Madelyn Cline, Chase Sui Wonders, Jonah Hauer-King, Tyriq Withers, Sarah Pidgeon, Billy Campbell, Gabbriette Bechtel, Austin Nichols, Freddie Prinze Jr. és Jennifer Love Hewitt látható. 
A franchise negyedik filmjének tervei 2014-ben kezdődtek, amikor Mike Flanagan és Jeff Howard aláírtak egy rebootot, ami nem kapcsolódik az előző részekhez. Ez a változat azonban végül meghiúsult. A 2021-es televíziós sorozatadaptáció törlését követően a projekt újraindult, amikor Robinson a Sony Picturesnek felajánlotta saját verzióját. A film 2023 februárjában kezdte meg az előkészületeket, Neal H. Moritz producer visszatérésével. Prinze Jr. és Hewitt 2024-ben megerősítették, hogy visszatérnek, az új szereplők pedig az év folyamán csatlakoznak. A forgatás 2024 októbere és 2025 márciusa között zajlott Új-Dél-Walesben és Los Angelesben.
Az Amerikai Egyesült Államokban 2025. július 18-án mutatták be a mozikban, Magyarországon egy nappal korábban, július 17-én jelent meg az InterCom Zrt. forgalmazásában.

## Cselekmény
2024. július 4-én Ava Brucks visszatér szülővárosába, az észak-karolinai Southportba, barátnője, Danica Richards eljegyzési partijára. A buli után Ava, Danica, Ava szerelme, Milo Griffin és Danica vőlegénye, Teddy Spencer úgy döntenek, sétálni mennek, hogy megnézzék a városi tűzijátékot. A csoport összefut Stevie Ward egykori barátnőjükkel, aki nemrég szabadult az elvonóról, és elhívják magukkal. A kanyargós úton, egy szakadék mellett leparkolva Teddy furcsán viselkedik, és miatta egy Sam Cooper nevű férfi által vezetett autó kisodródik útról, és a szakadékba zuhan. Annak ellenére, hogy Ava ragaszkodik a rendőrség hívásához, Teddy pánikszerűen titoktartásra kötelezi a többieket, és ráveszi befolyásos politikus apját, Grantet, fedezze a balesetet.
Egy évvel később Ava visszatér Southportba Danica lánybúcsújára, hogy megünnepelje eljegyzését új vőlegényével, Wyatt-tel. Ava találkozik Milóval és Stevie-vel, majd összefut Tyler Trevino podcasterrel, aki az 1997-es hírhedt southporti mészárlás ügyében nyomoz a városban. A partin Danica kap egy kézzel írott üzenetet, ami megrémíti: „Tudom, mit tettél tavaly nyáron”. 
A csoport gyanúja szerint Teddy a felelős, és a jachtján összetűzésbe keverednek vele, de ő tagadja, hogy bármi köze lenne hozzá. Aznap este Wyattet egy kampós halász ruhás alak halálra kaszabolja, miközben Danica a fürdőkádban van. Egy újabb fenyegető üzenettel fedezi fel a testét. Meggyőződve arról, hogy valaki tud a balesetről és a nyomukban van, a csoport úgy dönt, kivizsgálja a mészárlást.
Ava meglátogatja Tylert, aki elviszi őt egy túrára a már bezárt Shiver's-be, abba az áruházba, ahol 1997-ben meggyilkolták Helen és Elsa Shivers nővéreket. A Halász lesből rájuk támad, és megöli Tylert; Ava megszökik, miközben késsel megsebesíti támadóját. Mivel tudják, hogy a rendőrség valószínűleg nem fog hinni nekik, Grant pedig túlságosan el van foglalva a turisták elzavarásával, a csoport úgy dönt, egyedül keresnek segítséget. Ava meglátogatja az egyetemen dolgozó Julie James túlélőt. Julie vonakodik belekeveredni, de figyelmezteti Avát; a gyilkosnak személyes kapcsolata van Sammel, amit neki kell kiderítenie.
A közelmúltbeli támadásokról szóló városházi gyűlésen Ray Bronson, Julie társa és egyben Stevie főnöke azzal vádolja Grantet, hogy eltussolta a mészárlást, ezzel is növelve a város attraktivitását. Miután beszélt Ava csoportjával, Ray meglátogatja volt feleségét, Julie-t. Ava, Milo és Stevie felfedezik, az autó, amelyet Sam használt, a gyülekezet egyik vezetőjéhez, Judah lelkészhez tartozik. Danica és Teddy meglátogatják Sam sírját, és rájönnek, hogy valaki nemrég virágot hagyott ott. A Halász megtámadja és megsebesíti Danicát, de Teddy megmenti. Danica ragaszkodik hozzá, hogy a biztonság érdekében mindannyian a villájába költözzenek. Milo és Ava szeretkezni kezdenek, de fiú ideges lesz és elmegy. A Halász megfojtja egy kötéllel, és a testével együtt elmenekül. Másnap Ava és Danica meglátogatják Judaht, és megtudják, hogy ő és Sam ismerték egymást. Másnap Grant és Teddy holttestét kibelezve és felakasztva találják meg a kikötő előtt.
Danica rémálmot lát Helen Shiversszel és Wyatt-tel, mielőtt őt és Avát szabadon engednék. Ray nyomására a lányok elmenekülnek Southportból Teddy jachtján. A rendőrség megérkezik Judah templomához, és holtan találja őt, valamint egy képet Samről és Stevie-ről. A jachton Stevie felfedi magát, mint a Halász. Elmagyarázza; Sam a barátja volt az elvonón, és segíteni próbált neki azon az éjszakán, amikor Teddy megölte őt. Dulakodás tör ki, miközben Ray megérkezik a hajóra. Stevie leszúrja Danicát, és a vízbe dobja, míg Ray lelövi a nőt, és leesik a hajóról.
Ray bárjában Ray a traumatizált Avát próbálja ellátni. Ava észreveszi, a férfin ugyanott van egy seb, ahol a Halászt megsebesítette, ekkor rájön, hogy ő Stevie bűntársa. Eközben Julie is felfedezi a kapcsolatukat, és Ray bárjába siet. Ray megtámadja őket, és elárulja, hogy feltámasztotta a Halász legendáját, ezzel bosszút állva Southporton, mert a várost hibáztatja az évek óta tartó düh és a mészárlás okozta depresszió miatt. Mielőtt megölhetné Julie-t, Ava végzetesen leszúrja egy szigonypuskával.
A partra sodródott, még életben lévő Danica kórházba kerül, és újra találkozik Avával. Ava elmondja Danicának, hogy Stevie még életben van, és viccelődve megegyeznek a megölésében. A stáblista utáni jelenetben Julie meglátogatja Karla Wilsont, aki kapott egy üzenetet, amiben a következő áll: „Még nincs vége”, és egy piros tollal bekarikázott és áthúzott kép van róla, ezért habozás nélkül beleegyezik, hogy segít neki felkutatni az illetőt.

## Szereplők
| Szerep          | Színész                   | Magyar hang            |
| --------------- | ------------------------- | ---------------------- |
| Ava Brucks      | Chase Sui Wonders         | László Lili            |
| Danica Richards | Madelyn Cline             | Urbán-Szabó Fanni      |
| Milo Griffin    | Jonah Hauer-King          | Jéger Zsombor          |
| Teddy Spencer   | Tyriq Withers             | Novkov Máté            |
| Stevie Ward     | Sarah Pidgeon             | Pájer Alma Virág       |
| Ray Bronson     | Freddie Prinze Jr.        | Markovics Tamás        |
| Julie James     | Jennifer Love Hewitt      | Major Melinda          |
| Grant Spencer   | Billy Campbell            | Hirtling István        |
| Tyler Trevino   | Gabbriette Bechtel        | Tabajdi Anna           |
| Judah lelkész   | Austin Nichols            | Horváth-Töreki Gergely |
| Wyatt           | Joshua Orpin              | Fehér Tibor            |
| Billy           | Nicholas Alexander Chavez | Tóth Márk              |
| Andrew          | Isaiah Mustafa            | Debreczeny Csaba       |
| Helen Shivers   | Sarah Michelle Gellar     | Huszárik Kata          |
| Karla Wilson    | Brandy Norwood            | Madarász Éva           |

### Magyar változat
- Főcím: Egressy G. Tamás
- Magyar szöveg: Tóth Tamás
- Hangmérnök: Cs. Németh Bálint
- Vágó: Sári-Szemerédi Gabriella
- Gyártásvezető: Cabello-Colini Borbála
- Szinkronrendező: Dóczi Orsolya
- Produkciós vezető: Hagen Péter

A szinkront a Mafilm Audio Kft. készítette el.

## A film készítése
2014 szeptemberében a Sony Pictures bejelentette, hogy tervezi a Tudom, mit tettél tavaly nyáron (1997) című film újragondolását, Mike Flanagan és Jeff Howard közreműködésével, akik a forgatókönyvet írták volna. A film kiemelt prioritást élvezett, és eredetileg 2016-os bemutatót terveztek. A projekt becsült költségvetése 15–20 millió dollár volt. Flanagan megerősítette, hogy a franchise új változata rebootként szolgált volna, és sem Lois Duncan 1973-as regényéből, sem az 1997-es filmből nem merített volna elemeket. A projektet végül soha nem valósították meg, és hivatalosan törölték.
Jennifer Kaytin Robinson rendező és Leah McKendrick forgatókönyvíró 2022 utolsó negyedévében új ötlettel álltak elő a franchise folytatására, amelyet bemutattak a Sony Picturesnek. A forgatókönyv sikeres volt, így a film 2023 februárjában korai fejlesztési szakaszba lépett, és a tervek szerint Neal H. Moritz producer, valamint az eredeti filmek sztárjai, Jennifer Love Hewitt és Freddie Prinze Jr. is visszatérnek Julie James és Ray Bronson szerepében. Néhány nappal később Sarah Michelle Gellar az Entertainment Weekly-nek elmondta, hogy megkeresték a Helen Shivers szerepének visszahozásával kapcsolatban, főként Robinsonnal való barátsága miatt, de visszautasította, mert a karaktere az első filmben meghalt, és nem akarta mesterségesen „feltámasztani” őt a történet miatt.
A forgatókönyvet Robinson és Sam Lansky írták meg, McKendrick eredeti verziója alapján. 2024 márciusában McKendrick elárulta, hogy a közösségi média hatása is szerepet kap.majd a film cselekményében. Júliusban megerősítették, hogy az új film a második rész történetének folytatása lesz.

### Szereplőválogatás
2023 márciusában Prinze Jr. egy interjúban elmondta, nem kapott ajánlatot a filmben való részvételre, amit így magyarázott: „Ezt csak azért mondták, hogy az embereket felizgassák. Nem beszéltem senkivel a cégüknél, az ügynökeim egyáltalán nem kaptak tőlük ajánlatot.” Később azt nyilatkozta, az Original Film nélküle és Hewitt nélkül jelentette be a folytatást, csupán a rajongók izgalmára. A bejelentés után Robinsonnal is találkozott, megbeszélve az esetleges részvételét. Elmondta, a találkozó során lenyűgözte a film ötlete, de megjegyezte, hogy nem vállalta a szereplést, mivel nem volt forgatókönyv, és nem kapott konkrét ajánlatot. Decemberben Hewitt kijelentette, újra eljátssza főszerepét.
2024 májusában közölték, hogy Prinze Jr. és Hewitt visszatérése biztosnak bizonyul. Júliusban Camila Mendes, Madelyn Cline, Sarah Pidgeon, Tyriq Withers és Jonah Hauer-King tárgyalásokat folytattak a filmbeli szerepekről. Augusztusban, miután Brandy Norwood korábban kifejezte érdeklődését a második filmből ismert Karla Wilson szerepének újbóli eljátszása iránt, megerősítette, tárgyalásokat folytat erről, miután a stúdió megkereste őt, bár nem volt biztos abban, hogy pontosan hogyan térhetne vissza a karaktere. Szeptemberre Mendes kiszállt a projektből, mivel az Amazon MGM Studios Masters of the Universe (2026) című filmjében vállalt főszerepet, míg Cline, Pidgeon, Withers és King szerepét megerősítették. Még abban a hónapban Chase Sui Wonders csatlakozott a szereplőgárdához, Mendes helyett, és Prinze Jr. is megerősítette a szereplést, míg Hewitt még tárgyalásokat folytatott a visszatérésről. Októberben Billy Campbell is csatlakozott a stábhoz. A következő hónapban Lola Tung, Nicholas Alexander Chavez, Austin Nichols és Gabbriette is csatlakozott a szereplők köreihez.
A Hewitt és a stúdió közötti tárgyalások időbe teltek, főként a közelgő film és a 911 L.A. című tévésorozat iránti elkötelezettsége okozta ütemezési konfliktus miatt. A Tudom, mit tettél tavaly nyáron franchise egyik fő képviselőjeként Hewitt világossá tette, Julie karakterét csak akkor alakítaná újra, ha jelentősebb szerepet kapna az új részben. A Parade-nak adott interjújában kifejtette: „Ha 27 évvel később visszatérek, nem akarok csak öt másodpercig benne lenni. Nem akarok olyan lenni, hogy „Ó, itt van a Tudom, mit tettél tavaly nyáron múltjának szelleme – íme, itt van”. Szeretnék időt szakítani arra, hogy tényleg benne legyek, és az emberek számára fontos lenni.” Decemberben Hewitt az Instagramon keresztül jelentette be visszatérését.
Robinson később megosztotta, hogy „nem lenne film” Hewitt és Prinze Jr. nélkül, ezért „nagyon szorosan együttműködött” a két visszatérő színésszel a történet kidolgozása során, biztosítva a karakterek számukra megfelelő változatát.

### Forgatás
A gyártás előkészületei 2024 októberére befejeződtek és ugyanebben a hónapban elkezdődött a forgatás is, Új-Dél-Walesben, Elisha Christian operatőr vezetésével. A forgatás 2025 februárjában és márciusában Los Angelesben folytatódott és március 13-án fejeződött be.
A film zenéjének megkomponálására Chanda Dancy-t kérték fel.